# Marie-Reine Guindorf
Marie-Reine Guindorf (Parigi, 1812 – Parigi, 1837) è stata una socialista e femminista francese.

## Biografia

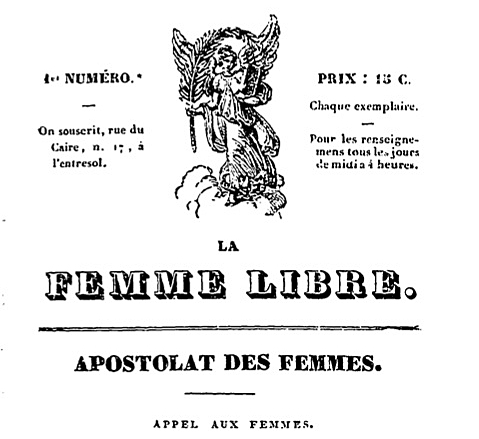
La Femme Libre

Marie-Reine Guindorf era un'operaia tessile quando aderì al movimento sansimoniano, divenendovi una militante attiva nel Degré ouvrier diretto da Claire Bazard, finché la decisione di Barthélemy Enfantin di non permettere alla donne di assumere ruoli direttivi le fece decidere di abbandonare la comunità sansimoniana.
Nell'agosto 1832 fondò allora con Désirée Véret il giornale femminista «La Femme libre»: «Questa pubblicazione – scrisse la Guindorf – non è una speculazione, è un'opera di apostolato per la libertà e l'associazione delle donne, avendo sentito profondamente la schiavitù e la nullità che pesano sul nostro sesso. Alziamo la voce per chiamare le donne a venire con noi, a reclamare il posto che devono occupare nella chiesa, nello stato e nella famiglia. Nostro scopo è l'associazione. Non avendo avuto finora alcuna organizzazione che le permetta di elevarsi a qualcosa di grande, le donne non hanno potuto occuparsi che di piccole cose individuali che le hanno lasciate nell'isolamento».
Altre donne si unirono a loro, come Suzanne Voilquin, divenuta co-direttrice della rivista: il gruppo di queste donne forma l'associazione La Femme Nouvelle. Marie-Reine, sempre più vicina al fourierismo, finì per lasciare il giornale, che continuò a essere diretto dalla Voilquin, la quale cambiò il titolo in «La Tribune des femmes». Marie-Reine si sposò con un seguace di Saint-Simon e ebbe un figlio nel 1835.
Si suicidò nel 1837 gettandosi nella Senna: il cadavere venne ritrovato il 1º luglio. I motivi del gesto non sono mai stati chiariti.